# Microcarpaea
Microcarpaea, maleni biljni rod iz porodice Phrymaceae, dio je tribusa Mimuleae. Sastoji se od dvije vrste iz jugoistočne Azije i Australije; jedna je austraslski endem 

## Opis
Zeljaste biljke, sitne, puzave, jako razgranate, jastučaste. Listovi nasuprotni, mali. Cvjetovi aksilarni. Čaška cjevasto zvonasta, 5-uglasta, 5-nazubljena. Vjenčić blago zvonolikog oblika, 4-režnjevit; donja usna 3-režnjevita, razvučena; gornja usna cijela, kratka, uspravna. Prašnika 2, prednji. Čahura malo spljoštena, 2-brazdasta, lokulicidna. Sjemenke malobrojne, jajasto-vretenaste, glatke.
Tipična je Microcarpaea muscosa R.Br., sinonim za  Microcarpaea minima, to je mala, nježna močvarna biljka iz jugoistočne Azije, Japana i sjeverne Australije koja može rasti i pod vodom. 

## Vrste
1. Microcarpaea agonis A.R.Bean; australski endem.
2. Microcarpaea minima (Retz.) Merr.